# Else Ruttersheim
Else Ruttersheim (Viena, 29 de marzo de 1880 - 1962) fue una actriz austriaca.

## Biografía
Su nombre completo era Else von Ruttersheim, aunque también fue conocida como Else Polz von Ruttersheim y Else Schroth, y nació en Viena, Austria. Hija de un general austrohúngaro, y hermana de la soprano Gisela von Ruttersheim, siendo niña tomó clases de actuación y canto en Viena. En 1897, y como actriz aficionada, actuó en el Landestheater de Praga. Pasados dos años fue invitada a actuar en las obras Käthchen von Heilbronn, Der Königsleutnant y Die Geschwister, pasando después al Hoftheater de Hannover, al cual permaneció fiel hasta el año 1902. Después actuó en el Bürgertheater de Viena, para el cual trabajó hasta 1908. Además de su actividad teatral, Ruttersheim hizo también algunas actuaciones en el cine mudo.
Else von Ruttersheim falleció en Italia en el año 1962. Fue la segunda esposa del actor alemán Heinrich Schroth, con el cual tuvo un hijo, el actor Carl-Heinz Schroth.

## Filmografía (selección)
- 1913 : Die Feuerprobe